# Gilzanu
Gilzanu – starożytna kraina leżąca na zachód lub południowy zachód od jeziora Urmia (obecnie w północno-zachodniej części Iranu) wzmiankowana w źródłach asyryjskich z pierwszej połowy I tys. p.n.e. 
Jej ludność stanowiła mieszanka różnych plemion prowadzących półnomadyczny tryb życia. Gilzanu płaciło trybut asyryjskiemu królowi Tukulti-Ninurcie II (890–884 p.n.e.), który wymienia je pośród podbitych przez siebie krain. Aszurnasirpal II (883–859 p.n.e.), syn i następca Tukulti-Ninurty II, również otrzymał trybut z Gilzanu w trakcie swej północno-wschodniej wyprawy wojennej, przeprowadzonej zaraz po objęciu tronu asyryjskiego. Wysłannicy z Gilzanu byli wśród gości zaproszonych do uczestniczenia w wielkim bankiecie wydanym przez Aszurnasirpala II po ukończeniu jego prac budowlanych w Kalhu – nowej asyryjskiej stolicy. Po przejęciu tronu asyryjskiego przez Salmanasara III (858–824 p.n.e.), syna Aszurnasirpala II, Sua, król Gilzanu, złożył mu trybut w trakcie prowadzonej przez niego zaraz po objęciu rządów kampanii wojennej przeciw krainom Hubuszkia, Urartu i Nairi. W trakcie swej kolejnej wyprawy przeciw krainie Nairi, w trzecim roku swego panowania, Salmanasar III otrzymał trybut od Asau (= Sua?), króla Gilzanu. Kolejna wzmianka o trybucie z Gilzanu pochodzi z trzydziestego pierwszego roku panowania Salmanasara III, kiedy to w imieniu króla asyryjskiego trybut od Upu, króla Gilzanu, przyjął Dajan-Aszur, królewski turtannu.